# Бюэ, Ален
Ален Бюэ (фр. Alain Buet) — французский оперный певец, бас.

## Биография
Учился в Национальной Консерватории в Кане и Парижской Высшей национальной консерватории, позднее — у Ричарда Миллера.
Как солист начинал работать под руководством дирижёров: Жана-Клода Мальгуара, Эрве Нике, Уильяма Кристи и Мартина Гестера.
Бюэ постоянно приглашается для выступления в знаменитых концертных залах и на фестивалях: в Боне, Ла-Шез-Дье, «Безумный день» в Нанте, департаменте Орн, Версале, Бонне, Лозанне, Фесе, Инсбруке, Стамбуле, Кремоне, Парме, Лейпциге и Амстердаме (зал Консертгебау).
В сотрудничестве с Жаном-Клодом Мальгуаром исполнил партии в операх: «Агриппина» Генделя (Лесбо, 2003), «Свадьба Фигаро» (Граф, 2004) и «Бастьен и Бастьена» (Кола, 2005) Моцарта, «Джанни Скикки» Пуччини (Симоне, 2004); с Уильямом Кристи — в опере Шарпантье «Давид и Ионафан» (Саул, 2004).
Ален Бюэ является основателем и художественным руководителем ансамбля Les Musiciens du Paradis. Преподаёт вокал в Парижской Высшей национальной консерватории.